# Nemuri Kyôshirô: Sappôchô
Nemuri Kyōshirō Sappōchō (眠狂四郎 殺法帖?) è un film Jidaigeki giapponese del 1963  diretto da Tokuzō Tanaka e tratto dal racconto breve Nemuri Kyōshirō Buraihikai di Renzaburō Shibata. Questo è il primo di una serie di 12 film.

## Trama
Nemuri Kyōshirō è uno spadaccino mezzosangue che un giorno è attaccato da dei Ninja mentre si dirige ad una sala da tè . Pochi giorni dopo, Kyōshirō riceve la visita di Chisa del clan Kaga Maeda, giunta per richiedere a Kyōshirō di proteggere da un uomo di nome Chen Sun. Kyōshirō accetta la sua richiesta.